# علی‌بابا و ۴۰ دزد (فیلم ۱۹۵۴)
«علی‌بابا و ۴۰ دزد» (به هندی: Alibaba Aur Chalis Chor) یک فیلم هندی-اردو در سبک فانتزی است که در سال ۱۹۵۴ منتشر شد.